# レンタルズ
レンタルズ（The Rentals）は、ウィーザー（Weezer）の元ベーシストであるマット・シャープがボーカルを務めるアメリカのロックバンドである。シャープは、唯一のバンド結成当初からのメンバーである。最も売れたシングルは、1995年の『Friends of P.』。1995年に1stアルバム『レンタルズの逆襲 (Return of the Rentals)』、1999年に2ndアルバム『セブン・モア・ミニッツ (Seven More Minutes)』をリリースしたのち活動休止。2005年に活動を再開し、数枚のEPと2枚のアルバムを発表した。2014年8月26日に3rdアルバム『Lost in Alphaville』、2020年6月26日に4thアルバム『Q36』をリリースした。レンタルズには多数のミュージシャンがライブやレコーディングに参加しており、現時点での最新メンバーは、マット・シャープ、ニック・ジナー（ヤー・ヤー・ヤーズ）、ロニー・ヴァヌッチィ（ザ・キラーズ）。